# Philobota acompsa
Philobota acompsa är en fjärilsart som beskrevs av Turner 1944. Philobota acompsa ingår i släktet Philobota och familjen praktmalar, Oecophoridae. Inga underarter finns listade i Catalogue of Life.